# Свирь-Городок
Свирь-Городок — деревня в Селивановском сельском поселении Волховского района Ленинградской области.

## История

Деревня Свирь-Городок на карте 1940 года

Согласно карте РККА 1940 года на месте современной деревни находился Посёлок Городок.
Посёлок Свирь-Городок учитывается областными административными данными с 1 января 1946 года в составе Луначарского сельсовета Новоладожского района.
С 1954 года в составе Низинского сельсовета.
В 1958 году население посёлка составляло 108 человек.
С 1963 года вновь в составе Волховского района.
По данным 1966 и 1973 годов посёлок Свирь-Городок также входил в состав Низинского сельсовета.
По данным 1990 года деревня Свирь-Городок входила в состав Селивановского сельсовета.
В 1997 году в деревне Свирь-Городок Селивановской волости проживали 4 человека, в 2002 году — 3 человека (все русские).
В 2007 году в деревне Свирь-Городок Селивановского СП — также 3 человека.

## География
Деревня расположена в северо-восточной части района близ автодороги 41К-056 (Сясьстрой — Колчаново — Усадище).
Расстояние до административного центра поселения — 9 км.
Деревня находится к северу от железнодорожной станции Лунгачи на линии Волховстрой I — Лодейное Поле.

## Демография
| 2007 | 2010 | 2017 |
| ---- | ---- | ---- |
| 3    | ↘0   | ↗74  |

### Национальный состав
Согласно данным Всероссийской переписи населения 2021 года в деревне проживали 59 человек, из них:
 русские — 40, киргизы — 8, таджики — 4, азербайджанцы — 1, армяне — 1, молдаване — 1, осетины — 1, туркмены — 1, украинцы — 1, один человек национальность не указал.